# William Hamilton (9e baronnet)
Pour les articles homonymes, voir Hamilton et William Hamilton.
William Hamilton, 9e baronnet, né à Glasgow le 8 mars 1788 et mort à Édimbourg le 6 mai 1856, est un philosophe écossais.

## Biographie
Il est issu d'une famille comprenant des savants et des universitaires depuis plusieurs générations. Ayant fait ses études à l'Université de Glasgow et au Balliol College d'Oxford pour l'année 1807 (comme bénéficiaire de la bourse Snell), il se destine à l'origine à la médecine, mais se tourne finalement vers le droit, devenant en 1813 avocat, membre du barreau écossais. Ses recherches lui permettent en 1816 d'établir son droit à relever le titre de baronnet lié au nom d'Hamilton of Preston, titre tombé en désuétude depuis la fin du XVIIe siècle.
À la suite de deux séjours en Allemagne en 1817 et en 1820, il décide de se consacrer à l'étude de l'allemand et de la philosophie allemande contemporaine, largement ignorée en Grande-Bretagne à cette époque. Mais il se voit refuser une chaire de philosophie morale à l'université d'Édimbourg en 1820 et y devient professeur d'histoire en 1821.
En 1829, il commence la publication d'une série d'articles sur des sujets philosophiques et littéraires dans l'Edinburgh Review, le premier, intitulé La Philosophie de l'Inconditionné, étant une critique du Cours de Philosophie d'Auguste Comte, et deux autres, La Philosophie de la Perception et Logique, complétant l'exposé de sa doctrine. Enfin, en 1836, il est élu professeur de logique et de métaphysique à l'université d'Édimbourg, et de ce temps date la grande influence qu'il exerce sur la vie intellectuelle en Écosse. Il entreprend alors une édition des œuvres de Thomas Reid, philosophe écossais des Lumières, mais son activité est fortement entravée à partir de 1844, année où une attaque le laisse hémiplégique du côté droit. L'édition de Reid est publiée en 1846, accompagnée de sept dissertations d'Hamilton, dont une inachevée, ce qui n'est qu'une partie du travail projeté à l'origine par le philosophe. D'autres développements de ce travail sont d'ailleurs trouvés à sa mort sous forme de manuscrits.
Parallèlement, Hamilton poursuit l'élaboration d'une théorie de la logique dont il a le projet depuis sa jeunesse. Il a, dans son introduction à l'édition de Reid, tracé les grandes lignes d'un "essai sur une nouvelle analyse des formes logiques" qui finalement n'est jamais publié, mais on trouve les résultats de ce travail dans ses Leçons sur la logique. Cet aspect de son enseignement donne lieu à une controverse virulente avec le mathématicien et logicien anglais Augustus De Morgan.
Il travaille d'autre part sur un grand ouvrage historique qu'il veut consacrer à la personne et à la doctrine de Martin Luther, une entreprise qu'il ne peut mener jusqu'au bout et dont l'ébauche largement avancée est trouvée à sa mort en manuscrit. En 1852 parait sous le titre de Dissertations sur la philosophie, la littérature et la réforme de l'éducation un recueil de ses contributions à l'Edinburgh Review. En 1854-1855, il publie neuf volumes des œuvres du philosophe écossais Dugald Stewart (1753-1828), disciple de Reid. Il poursuit son enseignement à l'université jusqu'à peu de temps avant sa mort en 1856.

## Pensée philosophique
Le principal apport d'Hamilton comme philosophe fut l'introduction en Grande-Bretagne du mode de pensée métaphysique pratiqué à la même époque en Allemagne, et notamment de l'étude de la philosophie critique d'Emmanuel Kant. Il part de l'idée d'une certitude absolue du témoignage de la conscience (« la conscience est pour le philosophe ce que la Bible est pour le théologien »[réf. nécessaire]) et il en déduit l'idée d'une connaissance immédiate de la réalité externe, dans une démarche donc très différente de celle du système kantien, à savoir la nécessaire relativité du sujet à l'objet et de l'objet au sujet, car il pose de manière réaliste les choses en dehors du corps. Leur existence est établie grâce à la résistance qu'elles opposent à notre corps, et la perception immédiate porte donc sur ce qui est en contact avec celui-ci, le reste étant connu par inférence.
Le thème principal de la métaphysique d'Hamilton est celui des limites de la connaissance: « Penser, c'est conditionner »[réf. nécessaire], dit-il, c'est-à-dire qu'un objet n'existe pour nous que si notre esprit est doté des facultés nécessaires pour le percevoir. Il s'agit donc d'un point de vue différent de celui de Kant, pour qui l'esprit constitue son propre objet ; ici il y a simplement l'esprit et une réalité externe, et capacité ou non de l'esprit à percevoir celle-ci. C'est le fondement de l'opposition entre le « conditionné » et l'« inconditionné » :

« Le conditionné est ce qui est seul concevable ou pensable ; l'inconditionné est ce qui est inconcevable ou impensable.[réf. nécessaire] »

Cependant le « conditionné », par définition, est partiel et ne se conçoit que rapporté à un « inconditionné », même si celui-ci échappe totalement à toute appréhension par notre esprit. En fait, ce point de la philosophie d'Hamilton est considéré comme peu clair par la plupart des commentateurs, mais son intention première semble être de montrer que la philosophie ne contredit en rien la religion, et que celle-ci a son domaine propre : si la connaissance ne porte que sur un certain ordre de réalité, défini par la nature de l'esprit humain, alors on est en droit de faire l'hypothèse de l'existence d'un autre ordre de réalité, sans aucun rapport avec notre entendement. Par la suite, la pensée d'Hamilton sur les limites de notre faculté de connaître fut utilisée notamment pour l'apologétique religieuse.  
Quant à la logique, il défend la thèse de son caractère purement formel : sans rapport avec la validité objective des faits, qu'elle ne peut nullement garantir, elle porte uniquement sur les relations entre les jugements. Il est surtout connu dans cette discipline comme l'inventeur de la doctrine dite de la « quantification des prédicats » : il s'agit de l'opération, indispensable selon lui, qui consiste à énoncer expressément la « quantité » ou extension d'un prédicat, le plus souvent sous-entendue dans la pensée et le discours ordinaire. En effet, dans la logique classique d'Aristote, seul le sujet est quantifié. (Ainsi, dans la proposition « Tout homme est mortel », l'extension du sujet « homme » est précisée par le prédicat « tout », mais celle du prédicat « mortel » ne l'est pas ; il s'agit donc d'interpréter de telles propositions comme l'établissement de relations entre des classes d'objets).
Hamilton, qui se réfère donc beaucoup à Kant tout en prenant souvent ses distances avec lui, se réclama en revanche constamment d'Aristote et de la philosophie scolastique, qu'il fait redécouvrir dans la Grande-Bretagne du XIXe siècle. Il ne s'occupe pas seulement de sujets philosophiques mais se livre aussi à des études en anatomie et en physiologie. Surtout, il est un grand érudit en matière de littérature ancienne et moderne, et est l'auteur de nombreuses études sur des œuvres littéraires.
La grande influence qu'il exerce dans la pensée de son époque conduit John Stuart Mill à publier en 1865 un Examen de la philosophie de Sir Hamilton, texte très critique défendant une philosophie toute différente.

## Œuvres principales
- Fragments de Philosophie, traduction de Louis Peisse, Librairie de Ladrange, 1840, texte en ligne
- (en) Philosophy of the unconditioned, éd. Routledge, 2002,  (ISBN 0415083052 et 978-0-415-08305-8), texte partiellement en ligne
- (en) Lectures on Metaphysics and Logic. Vol 1, Metaphysics, éd. Gould and Lincoln, 1859, texte en ligne
- (en) Lectures on Metaphysics and Logic, vol. 2, Logic, éd. Gould and Lincoln, 1860, texte en ligne
- (en) Lectures on metaphysics and logic, Vol. 3, éd. W. Blackwood and sons, 1866, texte en ligne
- (en) Philosophy, éd. D. Appleton, 1859, texte en ligne
- (en) Discussions on philosophy and literature, education and university reform, 3e éd.,	Blackwood, 1866, texte en ligne